# James Vincent Schall
James Vincent Schall, američki isusovac, svećenik, pisac, naučitelj i filozof, profesor političke filozofije i lektor na Sveučilištu Georgetown, predavač na Papinskom sveučilištu Gregoriana i Sveučilištu San Francisca. Kao poznavatelj filozofske misli Gilberta Keitha Chestertona priredio je njegova sabrana djela, dok su i sam Chesterton, kao i teologija pape Benedikta XVI. te Clive Staples Lewis bili temom njegovih eseja. Pisao je i odonosu Crkve i političke filozofije kroz vjekove, od antičke i srednjovjekovne do suvremene političkofilozofske misli, kritizirajući dekadenciju zapadnoeuropske civilizacije prepuštene nihilizmu i »diktaturi relativizma«.
Rođen u gradiću Pocahontas u Iowi. Nakon odsluženja vojnog roka, ulazi u isusovački red i magistrira bogoslovlje na Sveučilištu Santa Clare te doktorira političke znanosti na Sveučilištu Georgetown, gdje kasnije i predaje, kao i na Gregoriani, gdje proučava antičke (Platon, Aristotel, Ciceron), srednjovjekovne (sv. Augustin, Toma Akvinski) i suvremene filozofe i teologe (Chesterton i papa Benedikt XVI.).
Pisao za The Catholic Thing i Crisis Magazine.